# Vinicinho
Vinicius Mendonça Pereira dit Vinicinho, né le 20 février 2004 à Diadema au Brésil, est un footballeur brésilien qui joue au poste d'ailier gauche au RB Bragantino.

## Biographie

### En club
Né à Diadema au Brésil, Vinicinho est formé par le Desportivo Brasil (en), puis il rejoint le CR Flamengo, étant prêté par son club formateur le 24 avril 2021 jusqu'à la fin de l'année 2022. Formé au milieu de terrain, c'est à Flamengo qu'il s'impose comme un joueur régulier sur l'aile gauche, dans les catégories des moins de 17 ans puis avec les moins de 20 ans. Il rejoint ensuite le RB Bragantino.
Vinicinho joue son premier match en professionnel avec le RB Bragantino, le 22 mai 2024, lors d'une rencontre de Copa do Brasil face au Sousa Esporte Clube (en). Il entre en jeu et son équipe s'impose par trois buts à zéro.
Il joue son premier match dans le Brasileirão, la première division brésilienne, le 12 juin 2024 contre l'Atlético Mineiro. Il entre en jeu à la place d'Helinho et son équipe est battue par deux buts à un,.